# Code de conduite pour la protection des enfants contre l'exploitation sexuelle dans les voyages et le tourisme
Le Code de conduite pour la protection des enfants contre l'exploitation sexuelle dans les voyages et le tourisme (« Le Code ») est une organisation internationale composée de représentants de l'industrie du tourisme et d'experts en droits de l'enfant. La mission du Code est de fournir la structure et les outils pour lutter contre l'exploitation sexuelle des enfants dans l'industrie du tourisme. L'aspect clé du Code est un ensemble de six critères que les entreprises touristiques peuvent adopter pour la mise en œuvre. Les entreprises participantes travaillent avec le Code pour mettre en œuvre les six critères visant à réduire l'occurrence de l'exploitation sexuelle des enfants.

## Histoire
Après le premier Congrès mondial contre l'exploitation sexuelle des enfants à des fins commerciales à Stockholm en 1996, ECPAT Suède, en collaboration avec des voyagistes nordiques, a développé le Code de conduite pour la protection des enfants contre l'exploitation sexuelle commerciale dans les voyages et le tourisme en tant que projet en 1998, avec le soutien de l'UNICEF et de l'Organisation mondiale du tourisme.
Depuis 2004, le Code fonctionne comme une organisation internationale indépendante, mais maintient des liens étroits avec le réseau ECPAT International car de nombreux membres nationaux d'ECPAT travaillent à promouvoir le Code en tant que représentants locaux du Code. Actuellement, le secrétariat du Code est basé à Bangkok, en Thaïlande.

## Objectifs
Il existe six critères qui forment les principes directeurs du Code, et les entreprises participantes doivent remplir chacun d'eux. Les critères sont les suivants : établir une politique concernant l'exploitation sexuelle des enfants ; former le personnel; intégrer des clauses anti-exploitation dans les contrats fournisseurs ; éduquer les clients sur l'exploitation des enfants en mettant à disposition des informations pertinentes dans les locaux de l'entreprise ; s'assurer l'aide de « personnes clés » désignées qui offrent leur expertise en matière de lutte contre l'exploitation sexuelle ; et rendre compte des progrès annuels vers ces objectifs (Source : Haut-Commissariat aux droits de l'homme / OHCHR).
La participation au Code est sollicitée sur une base volontaire. En tant que telles, les entreprises qui deviennent membres du Code ne sont pas légalement tenues d'adhérer aux six critères ; au lieu de cela, ces critères sont destinés à servir de feuille de route qui permet aux entreprises d'assumer leurs responsabilités éthiques et sociales envers les pays dans lesquels elles opèrent.

## Membres
Le 24 février 2013, plus de 1 000 entreprises de voyages et d'hôtellerie de 42 pays différents avaient signé le Code, acceptant de respecter ses principes et de travailler pour remplir les six critères essentiels. Depuis 2011, de nombreux grands noms de l'industrie du tourisme, dont Delta Air Lines, Wyndham Worldwide et Hilton Worldwide, ont commencé à montrer leur engagement en signant avec le Code. En conséquence, le personnel de ces entreprises reçoit une formation qui leur permet d'identifier les signes d'exploitation d'enfants parmi leurs invités et de créer un environnement général de sensibilisation dans leurs installations). Les autres signataires du Code sont Accor, le Groupe Kuoni et TUI Travel.